# 比尔密码

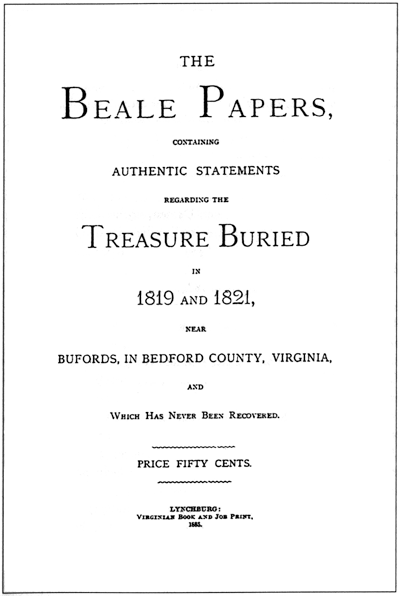
《The Beale Papers》一书封面

比尔密码（英文：Beale ciphers）是在1885年出版的一本小册子中提到的三份密码；根据被破解的第二份密码，第一份密码说明了财宝的位置，第二份密码則说明了财宝的内容，第三份密碼則列出了财宝所有者的姓名。
财宝的价值，換算今日貨幣达4,300万美元（2017年1月），並且總重約為3公噸。然而，至今仍然未有人破解到其余两份密码或者找到第二份密码中所指明的财宝。

## 起源
比尔密码起源于1885年出版的一本23页小册子《The Beale Papers》，作者真实身份不详，通过代理人J·B·沃德（J.B.Ward）出版了小册子。小册子包含了三份密码及关于密码的故事：
- 1820年1月，一位自称托马斯·J·比尔（Thomas J. Beale）的人入住林奇堡的华盛顿旅馆（Washington Hotel），据旅馆主人罗伯特·莫里斯（Robert Morriss）的回忆，他“身高约6英尺，黑色眼睛和头发，深色皮肤，长相英俊，且受人欢迎”；比尔在3月突然离去。
- 1822年1月，比尔重返华盛顿旅馆，与上次一样在春天时离去，并给莫里斯一个上锁的盒子。5月9日莫里斯收到比尔从圣路易斯市发出的一封邮件，邮件声称盒子中含有对比尔和他的合伙人相当重要的文件，要求莫里斯保管盒子10年，若比尔或其他取得他同意的人没有在此期间取回此盒子，莫里斯可以打开此盒子。比尔在信中称“盒子中除了给你的说明，其他文件是难以破解的。我将解读此文件的密钥留在一位朋友手中，他会在1832年6月将密钥邮寄给你”。
- 1832年，原定于当年6月寄到的密钥始终没有出现，但莫里斯直到1845年才打开盒子。盒中有三份密码和给莫里斯的两封信。
- 1862年，莫里斯已经84岁，仍然无法破解密码。他将密码交给了他的朋友，也就是这本小册子的作者。这本小册子的作者在研究密码的过程中，发现《独立宣言》是第二密码的密钥。

## 密码组成

比尔第一密码
比尔第二密码（被破解）
比尔第三密码

三份密码都由1-4位的数字组成。已知的第二密码以一种替换密码的方式加密，一般推测其他两份密码也是采取类似的加密方式。由于数字的范围都远超过字母表的字母数，密码对应的密钥可能是某一篇文章。
以第二密码为例，每一个数字代表美国《独立宣言》的文本中的第几个词的首字母，如1代表第1个词的首字母“w”，2代表第2个词首字母“i”。解密后的文字如下：
I have deposited in the county of Bedford, about four miles from Buford's, in an excavation or vault, six feet below the surface of the ground, the following articles, belonging jointly to the parties whose names are given in number three, herewith:The first deposit consisted of ten hundred and fourteen pounds of gold, and thirty-eight hundred and twelve pounds of silver, deposited Nov. eighteen nineteen. The second was made Dec. eighteen twenty-one, and consisted of nineteen hundred and seven pounds of gold, and twelve hundred and eighty-eight of silver; also jewels, obtained in St. Louis in exchange for silver to save transportation, and valued at thirteen thousand dollars.The above is securely packed in iron pots, with iron covers. The vault is roughly lined with stone, and the vessels rest on solid stone, and are covered with others. Paper number one describes the exact locality of the vault, so that no difficulty will be had in finding it.
中文：
我在贝德福德郡，距Buford酒馆约4英里，6英尺深的洞穴或地窖埋藏了三号密码指定的一些人所拥有的物品：1819年11月第一次存入的物品有1014磅金和3812磅银。1821年12月第二次存入的物品有1907磅金和1288磅银，还有总值约13000美元的珠宝，在圣路易斯用银换取，以便运输。这些物品储存在带有铁盖的铁罐内。洞穴的内壁衬着石头。容器放置在结实的石壁上，并被其他物件覆盖。一号密码指明了藏宝处的地点，所以很容易就能找到它。
不过第二密码所依靠的《独立宣言》和目前最普遍的版本存在一些不同之处，如：
- 在第154个词“institute”和第157个词“laying”中间增加一个单词
- 在第240个词“invariably”和第246个词“design”中间删除一个单词
- 在第467个词“houses”和第495个词“be”中间删除十个单词
- 在第630个词“eat”和第654个词“to”中间删除一个单词
- 在第677个词“foreign”和第819个词“valuable”中间删除一个单词
- 数字811（对应的单词为“fundamentally”）被用作“y”
- 数字1005（对应的单词为“have”）被用作“x”

另外，原密码中还有一些错误的数字：
- 84（应为86）63 43 131 29 →consistcd（'consisted'）
- 53（应为54）20 125 371 38 →rhousand（'thousand'）
- 84（应为85）575 1005 150 200 →thc（'the'）
- 96（应为95）405 41 600 136 →varlt（'vault'）

第二密码声称将财宝埋在Buford酒馆4英里以内的地方，现在这里已经成为一个寻宝热点。

## 破解密码的尝试
早期的研究者有Hart兄弟、Hiram Herbert Jr.等。創立美國黑室的赫伯特·雅德利和美軍信號情報服務部門的密碼學家威廉·F·弗里德曼（William F. Friedman）也對比爾密碼錶現出相當的興趣。1960年代成立了比爾密碼和財寶協會，其主要成員Carl Hammer對密碼做了大量研究。

## 寻宝者
Mel Fisher於1989年挖掘了位於Graham's Mill附近的土地，惟一无所获。

## 质疑
有些研究认为，比尔密码至今仍未被破解的原因是密码本身是一个凭空捏造的恶作剧。相关观点有：
- 密码学家的统计学分析显示第一和第三密码的原文不是英文[2][3]。
- 语言分析显示小册子与比尔的信件和密文在句子长度等方面很相似，可能为同一人所写。[4][5][6]
- 比尔将密码分为三份也有可疑之处。[4]如果其他人破解密码并找到宝藏，很可能不会去破解第三份密码，这显然不利于比尔和他的合伙人。[7]
- 书中有一些词汇和其起源时间不符，例如比尔在1822年放入盒中的信含有“stampede”，但这个词直到1834年才出现于出版物中。[6]
- 第三密码太短，不足以列出比尔在信中指出的30人的信息[7]。

### 历史考证
- 据Peter Viemeister著《The Beale Treasure－History of a Mystery》，人口普查数据中有数个出生于维吉尼亚州的托马斯·比尔[1]。夏延族也有西部的金银财宝埋藏在东部山脉的传说[1]。

## 相关文化作品
- 2010年电影短片《The Thomas Beale Cipher》[8]